# Józef Szalay

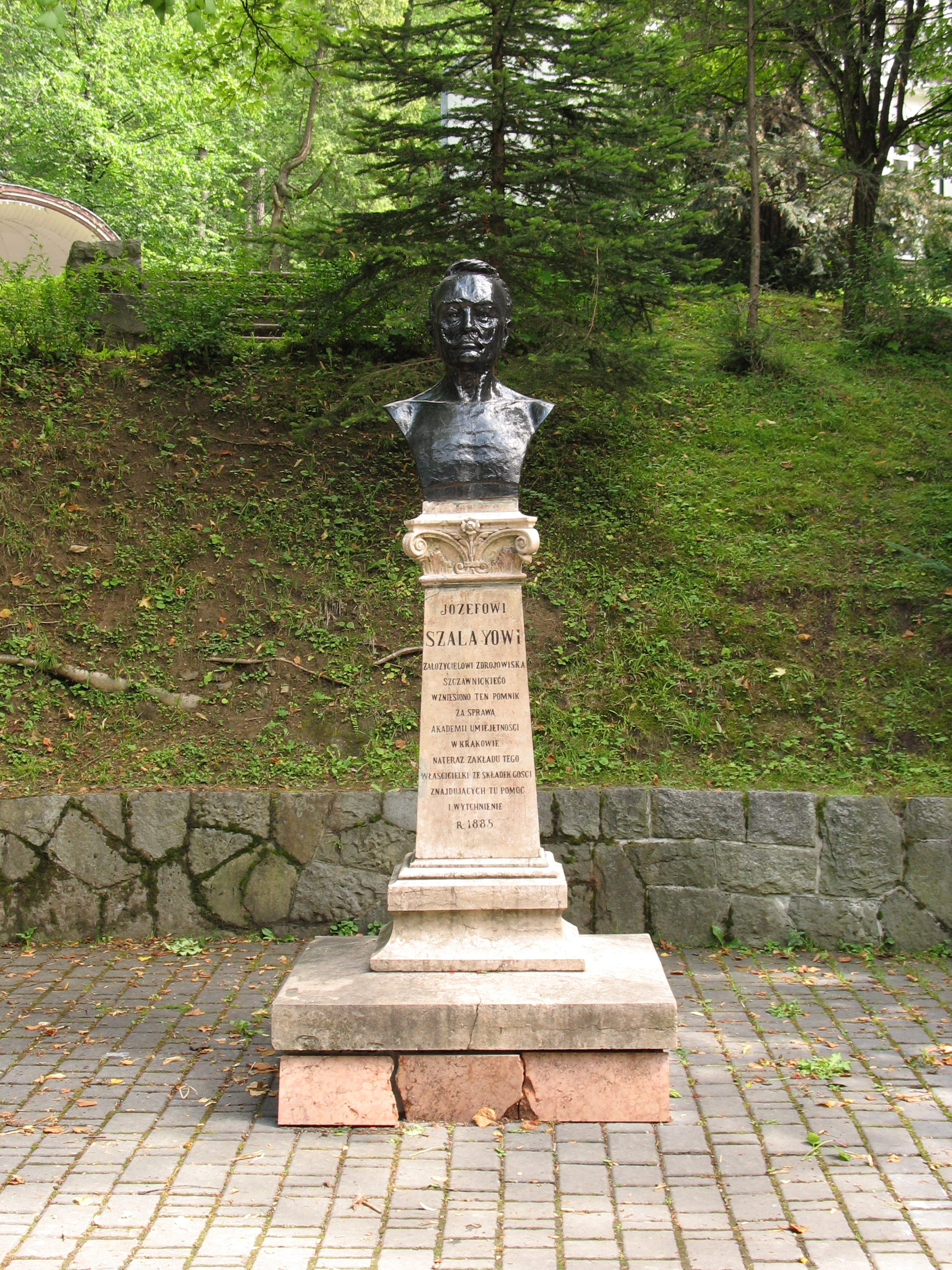
Popiersie Józefa Szalaya w Parku Górnym w Szczawnicy

Józef Szalay (także: Józef Szalaj, József Szalay; ur. 1802 w Drohobyczu, zm. 11 maja 1876 w Szczawnicy) – polski wydawca pochodzenia węgierskiego, urzędnik galicyjski, uznawany za twórcę uzdrowiska w Szczawnicy, które odziedziczył po ojcu Stefanie Szalayu w 1839 roku.

## Życiorys
Rodzina Szalayów przybyła na ziemie polskie z Węgier wraz z pierwszą falą nowej administracji zaborczej po 1772 roku. Józef Szalay urodził się w Drohobyczu, uczęszczał do szkoły ludowej w Nowym Sączu, a następnie do gimnazjum w Podolińcu na Spiszu. W latach późniejszych ukończył studia na Uniwersytecie Lwowskim, został urzędnikiem i przeprowadził się do Lwowa, a w późniejszym okresie do Szczawnicy.
Ambicją Józefa Szalaya było uczynienie ze Szczawnicy uzdrowiska dorównującego najbardziej znanym europejskim kurortom. Z jego inicjatywy zbudowano kaplicę zakładową, pierwsze łazienki, restaurację, będące do dziś wzorem polskiego budownictwa uzdrowiskowego, oraz pensjonaty. Dbał też o oprawę architektoniczną odkrywanych źródeł – „Magdaleny”, „Jana”, „Szymona”, „Walerii”, „Heleny” i „Anieli” (ostatnie trzy wyczerpane). Rozszerzył i unowocześnił Górny Park Zdrojowy, zbudował kryte chodniki dla ochrony spacerujących kuracjuszy i chroniące ich przed deszczem oraz pierwszy odcinek Drogi Pienińskiej. Zaczął też zasklepiać Szczawny Potok (inwestycję tę zakończono dopiero ok. sto lat po jego śmierci). Szalay zabiegał o reklamę uzdrowiska; zaktywizował pobliskich górali, malował pierwsze godła rodów szczawnickich. Wydał pierwszy przewodnik po Szczawnicy (1857) oraz „Album Szczawnickie” z własnymi rysunkami z Pienin i zdroju. Organizował pierwsze spływy przełomem Dunajca. Zlecał analizę chemiczną szczawnickich wód; przyjaźnił się z polskim balneologiem Józefem Dietlem. Należał do grona założycieli Towarzystwa Tatrzańskiego.
W czasie jego zarządu Szczawnica stała się popularnym letniskiem arystokracji i sfer artystycznych. Bywali tu m.in.: Cyprian Kamil Norwid, Józef Ignacy Kraszewski, Adam Asnyk, Michał Bałucki, Henryk Sienkiewicz, Maria Konopnicka, Bolesław Prus, Lucjan Siemieński, Jan Matejko, Wojciech Gerson (malował znane pejzaże z Pienin, m.in. „Widok na Trzy Korony”), Wincenty Pol, Ludwik Zejszner. Około 1860 roku frekwencja wynosiła 1200 osób w ciągu sezonu.

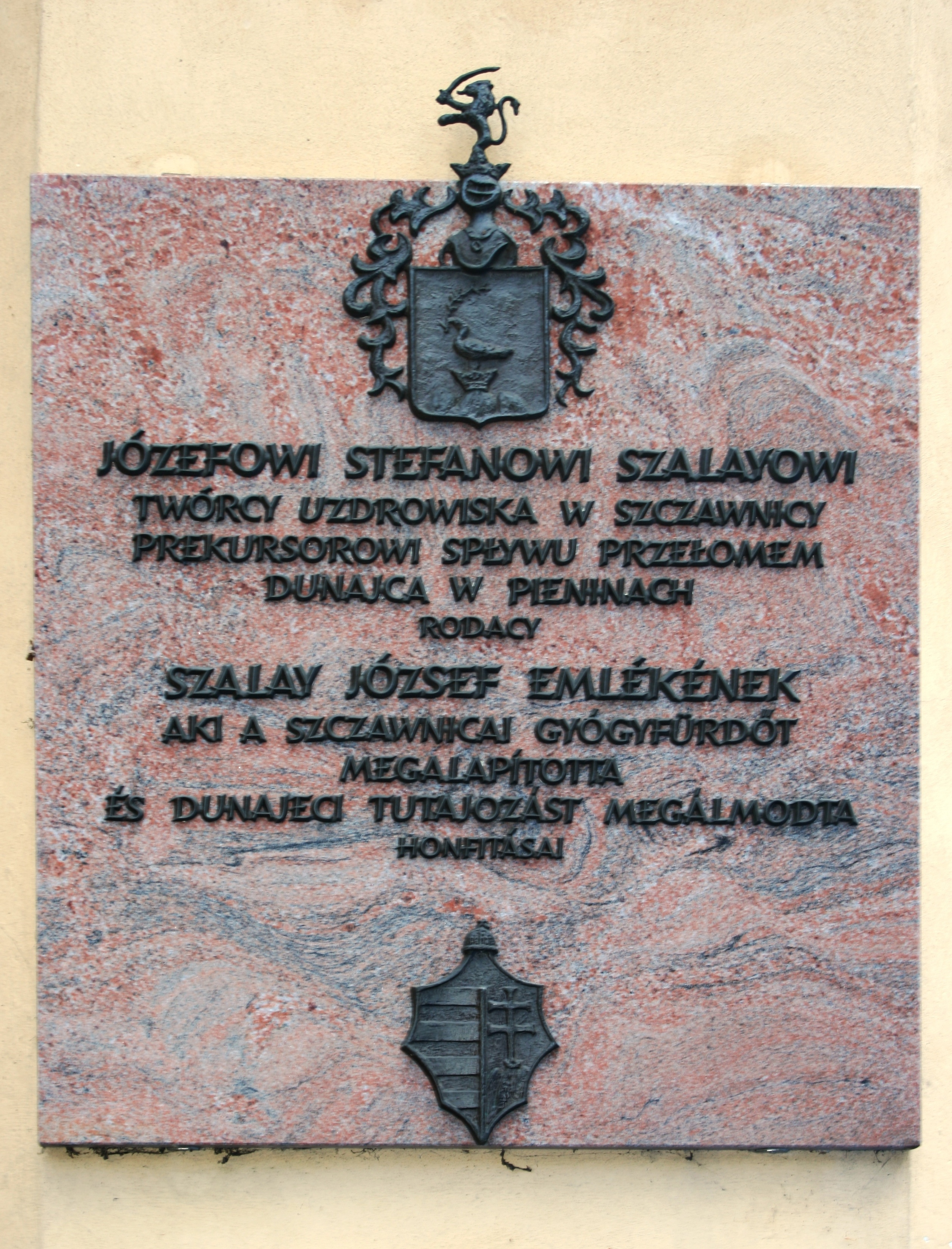
Tablica poświęcona Józefowi Szalayowi na kaplicy przy starym cmentarzu w Szczawnicy

Zgodnie z testamentem Szalaya Zakłady Zdrojowe w Szczawnicy przeszły na własność Akademii Umiejętności w Krakowie.